# Stegnocella calyptoides
Stegnocella calyptoides är en stekelart som beskrevs av Van Achterberg 1976. Stegnocella calyptoides ingår i släktet Stegnocella, och familjen bracksteklar. Inga underarter finns listade.